# Кулагин, Владимир Александрович
Владимир Александрович Кулагин (род. 1954) — советский футболист, киргизский футбольный тренер.

## Карьера
В качестве футболиста выступал в первенстве Киргизской ССР за ошские клубы «Текстильщик» и «Шелковик».
В 1986—1987 годах входил в тренерский штаб «Алая», игравшего во второй лиге СССР.
Во второй половине 2005 года работал главным тренером «Алая».
В 2011 году назначен главным тренером «Алая». В 2012 году привёл команду к бронзовым наградам чемпионата Кыргызстана, а в 2013 году — к «золотому дублю» — победе в чемпионате и Кубке Кыргызстана. В конце марта 2014 года, после неудачного выступления клуба в Кубке АФК был отправлен в отставку.